# آلتین‌اوا، اوجیلر
التینوا، اوسیلر (به لاتین: Altınova, Evciler) یک منطقهٔ مسکونی در ترکیه است که در استان افیون قره‌حصار واقع شده‌است.